# ستيف ويلكينسون (لاعب كريكت)
ستيف ويلكينسون (12 يناير 1949 في المملكة المتحدة - ) (بالإنجليزية: Steve Wilkinson)‏ هو لاعب كريكت بريطاني. لعب مع نادي مقاطعة سومرست للكريكت ‏.